# E6Bフライトコンピューター
E6Bフライトコンピューターは航空機で使用される計算尺の一種で、21世紀でも広く使用されている数少ないアナログ計算器の1つである。

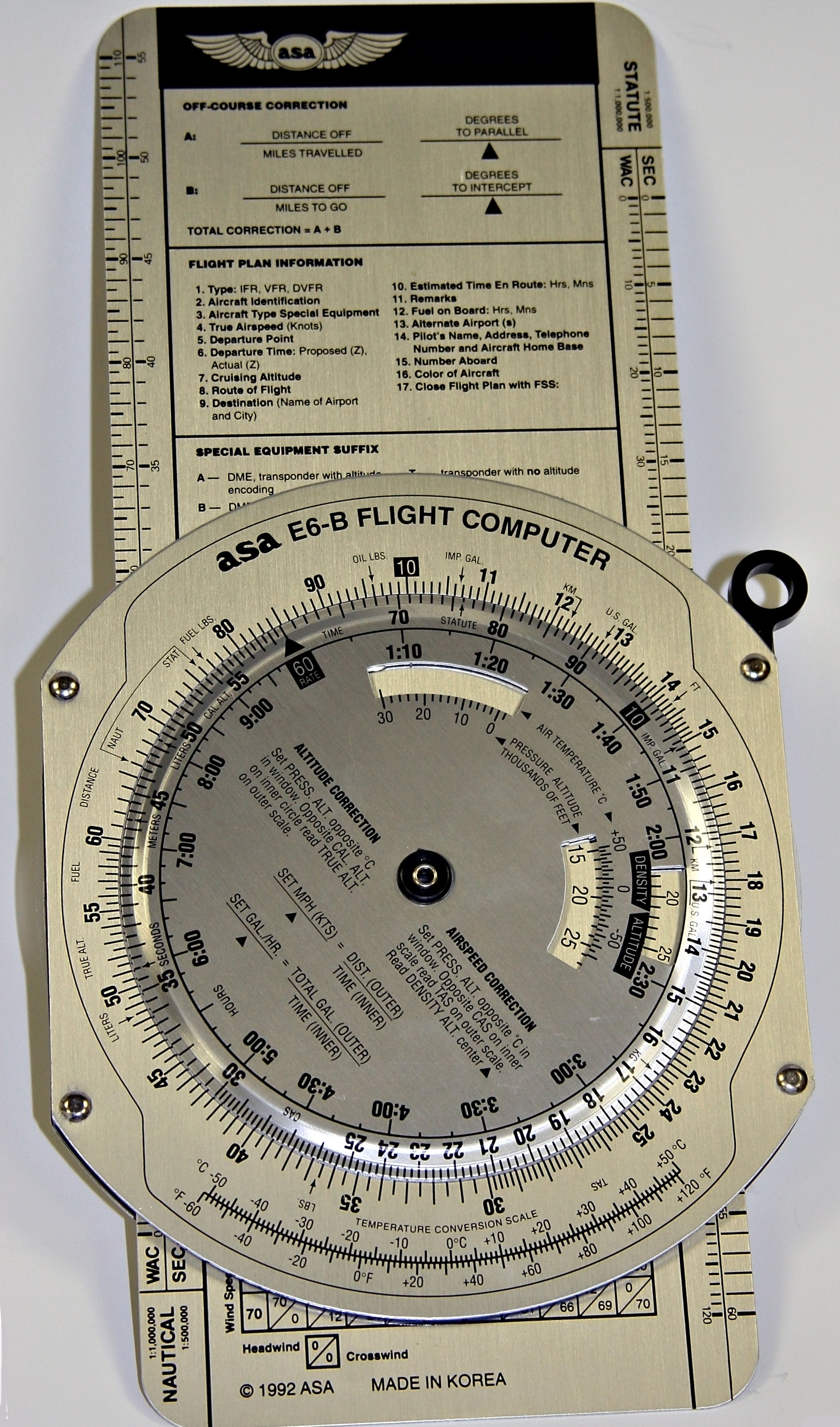
金属製のE6Bの前面。

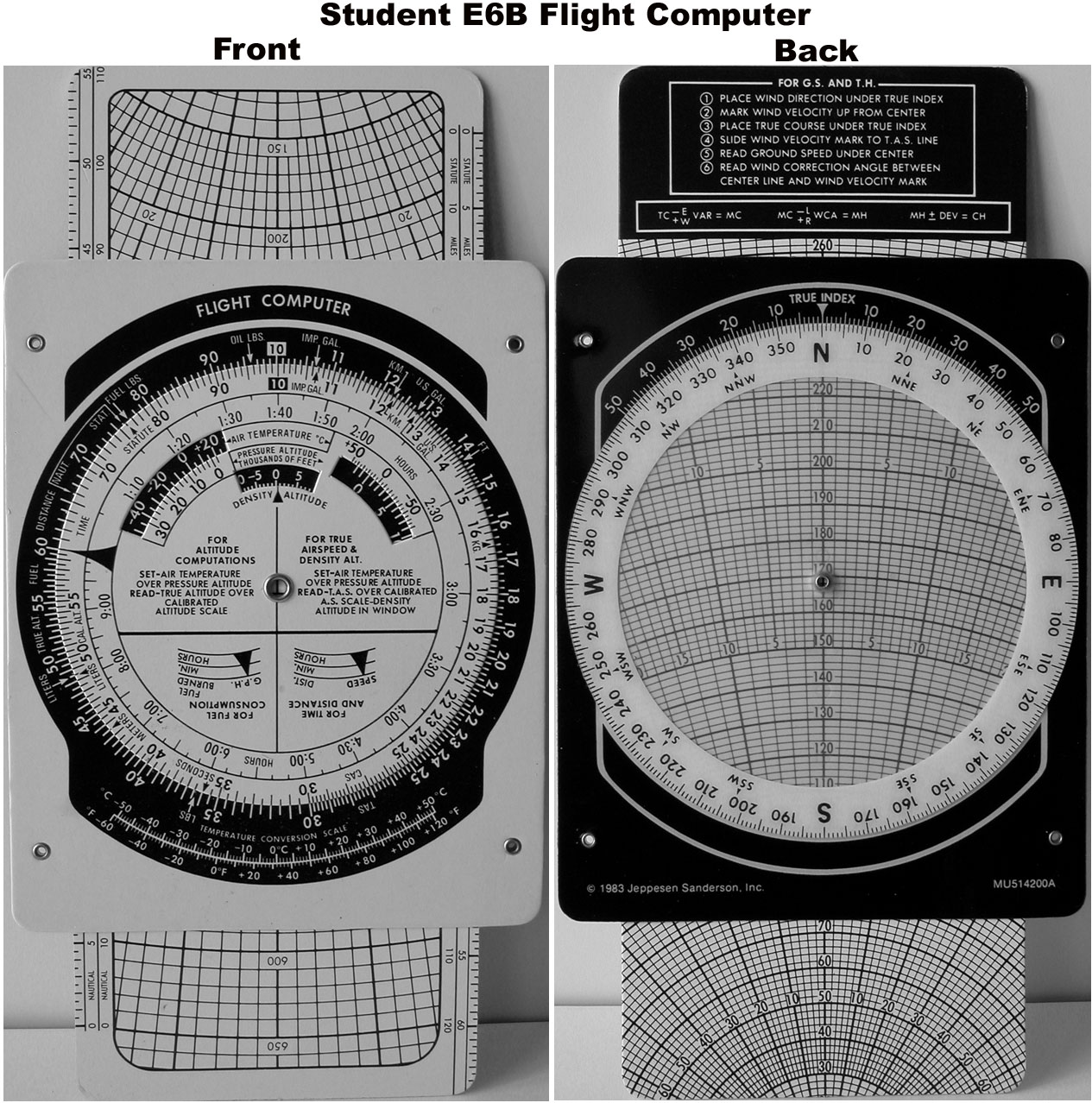
パイロット訓練生が一般的に使用するE6Bフライトコンピューター。

現代では計算尺式のアナログフライトコンピューターは電子機器やソフトウェアやWebサイトに置き換わっているが現在でも飛行訓練の過程で使用されている。
このフライトコンピューターは、地上でのフライトプランの作成の為にも使用され燃料消費、風の補正、飛行時間などの計算を支援している。飛行中はフライトコンピューターを使用して、対地速度、推定燃料消費、更新された推定到着時間を計算できる。背面は、風ベクトルの計算用に設計されていて、風が速度とコースにどの程度影響しているかを判断するのに使用できる。

## 構造
フライトコンピューターは通常、アルミニウム、プラスチック、厚紙、またはこれらの材料の組み合わせで作られている。片側は、回転スケールとスライドパネルを使用した風の三角形の計算に使用される。反対側は計算尺の円形バージョンで複数の目盛と窓は航空で特に必要な計算を容易にする。
手動計算尺ではなく、電卓に似た電子版も作られているが、航空機の操縦は計算尺がまだ広く使用されている数少ない場所の1つである。手動E6B/CRP-1は、小型軽量で壊れにくく、片手で使いやすく、処理が高速で、電力を必要としないため、一部のユーザーや一部の環境では電子機器よりも人気がある。
プライベートパイロットまたは計器飛行証明の飛行訓練では、基本的な計算を教えるために機械式フライトコンピューターが依然としてよく使用される。これは、一部には、従来の関数電卓で実行するのが比較的難しい三角法計算の複雑な性質によるものでもある。また、フライトコンピューターの視覚的な操作特性はエラーを発見するのにも役立つ。直感的にエラーを把握しやすい特性は継続的な人気を説明する理由の一つになっている。電子計算機は20世紀後半から21世紀にかけてより小さく，使いやすく発展してきたが，典型的な飛行訓練の教科書は計算機やコンピューターの使用をまったく考慮されていない。しかしながら、パイロットの評価試験の多くでは、プログラム可能な計算機または飛行計画ソフトウェアを含む計算機の使用が許可されている。
多くの対気速度計（ASI）計器にはフライトコンピューターのサブセットである可動リングが計器の表面に組み込まれている。フライトコンピューターと同じように、リングは気温と気圧高度に合わせて調整され目視で真対気速度（TAS）を読み取ることができる。
さらに、フライトコンピューター機能をエミュレートするコンピュータープログラムも、パソコンとスマートフォンの両方で利用できる。

## 計算
比率の計算と風の問題の説明は、参照用にコンピューターの両側に印刷されており、コンピューターと一緒に販売されている小冊子にも記載されている。また、多くのコンピューターには華氏から摂氏への変換チャートとさまざまな参照表がある。
フライトコンピューターの前面は、乗算と除算を実行する対数計算尺である。ホイール全体で、さまざまな計算で1つのユニットから別のユニットに移動するときに使用される定数に対応する場所に、ユニット名（ガロン、マイル、キロメートル、ポンド、分、秒など）がマークされる。ホイールが特定の固定比率（たとえば、1時間あたりの燃料ポンド数）を表すように配置すると、ホイールの残りの部分を参照して、問題で同じ比率を利用できる（たとえば、2.5時間の場合の燃料ポンド数）。これは、E6BとCRP-1が異なる点の一つである。 CRP-1は英国市場向けに作成されているため、ヤード・ポンド法からメートル法への追加の変換を実行するために使用できる。
計算機の背面にあるホイールは、巡航速度に対する風の影響を計算するために使用される。このホイールによって「コースAを速度Bで飛行したいが、方向Cから速度Dで風が吹く場合、方位を何度調整する必要があるか。対地速度はどうなるか？」といった典型的な問題を計算できる。電卓のこの部分は、中央に穴のある回転可能な半透明のホイールと、ホイールの下を上下に移動するグリッドが印刷されたスライドで構成されている。グリッドは、ホイールの透明部分を通して見ることができる。
フライトコンピューターでこの問題を解くには、最初にホイールを回転させて、風向（C）がホイールの上部になるようにする。次に、穴から風速（D）を表す距離で、穴のすぐ上に鉛筆のマークを付ける。マークを付けたら、ホイールを回して、ホイール上部のコース（A）を選択する。次に、定規をスライドさせて、鉛筆のマークがホイールの透明部分を通して見た真対気速度（B）と揃うようにする。風補正角度は、鉛筆マークが穴からどれだけ右または左にあるかを、スライドのグリッドの風補正角度部分に一致させることによって決定される。真の対地速度は、中央の穴をグリッドの速度部分に一致させることによって決定される。
フライトコンピューターの風計算機の結果に相当する数式は次のとおりです。
望ましいコースはd 、対地速度はV g 、進行方向はa 、真対気速度はV a 、風向はw 、風速はV wです。d 、 a 、 wは角度である。 V g 、 V a、およびV wは、一貫した速度の単位である。
円周率は355/113または22/7として概算される
風補正角度の計算式
{\displaystyle \Delta a=\sin ^{-1}\left({\frac {V_{w}\sin(w-d)}{V_{a}}}\right)}
真の対地速度の計算式
{\displaystyle V_{g}={\sqrt {V_{a}^{2}+V_{w}^{2}-2V_{a}V_{w}\cos(d-w+\Delta a)}}}
コンピューターにプログラムされている可能性のある風補正角度（度単位）（度からラジアンへの変換とその逆の変換を含む）
{\displaystyle \Delta a={\frac {180\deg }{\pi }}\sin ^{-1}\left({\frac {V_{w}}{V_{a}}}\sin \left({\frac {\pi (w-d)}{180\deg }}\right)\right)}
真の対地速度は次のように計算される。
{\displaystyle V_{g}={\sqrt {V_{a}^{2}+V_{w}^{2}-2V_{a}V_{w}\cos \left({\frac {\pi (d-w+\Delta a)}{180\deg }}\right)}}}

## 現代のE6B
デジタルE6Bは最初は習得が早いが、多くの飛行学校では学生に機械式E6Bの学習を義務付けている 。FAAパイロットの筆記試験やチェックライドのパイロットは、必要な計算のために機械式E6Bを持参することを推奨されている。

## 歴史
正式な名称はE-6Bだが多くの場合はE6Bと省略されたり、商用目的ではE6-Bと表記されることもある。
E-6Bは、1930年代後半にフィリップ・ダルトン海軍中尉によって米国で開発された。この名前は、1941年6月に変更される1941年の米陸軍航空隊の部品番号に由来している。
フィリップ・ダルトンはコーネル大学を卒業して砲兵将校としてアメリカ陸軍に入隊したが、すぐに辞任して1931年から海軍予備役のパイロットになった、
パイロット候補生が訓練中に墜落事故で亡くなると彼はPVHウィームズと共に、一連のフライトコンピューターを発明し、特許を取得し、販売した。
ダルトンの最初の人気のあるコンピューターは、1933年モデルBでした。これは、真対気速度（TAS）と高度補正パイロットがよく知っている円形計算尺です。 1936年に、彼はその裏側にダブルドリフト図を配置して、米陸軍航空隊（USAAC）がE-1、E-1A、およびE-1Bとして指定したものを作成した。
数年後、彼は再びモデルB計算尺を焦点として使用してMarkVIIを開発した。それは軍隊と航空会社の両方に非常に人気があり、アメリア・イアハートのナビゲーターであるフレッド・ヌーナンさえ、最後のフライトでそれを使用した。ダルトンはそれが未完成だと感じ、より正確で使いやすく、より速い飛行速度を処理できるものを作りたいと考えた。

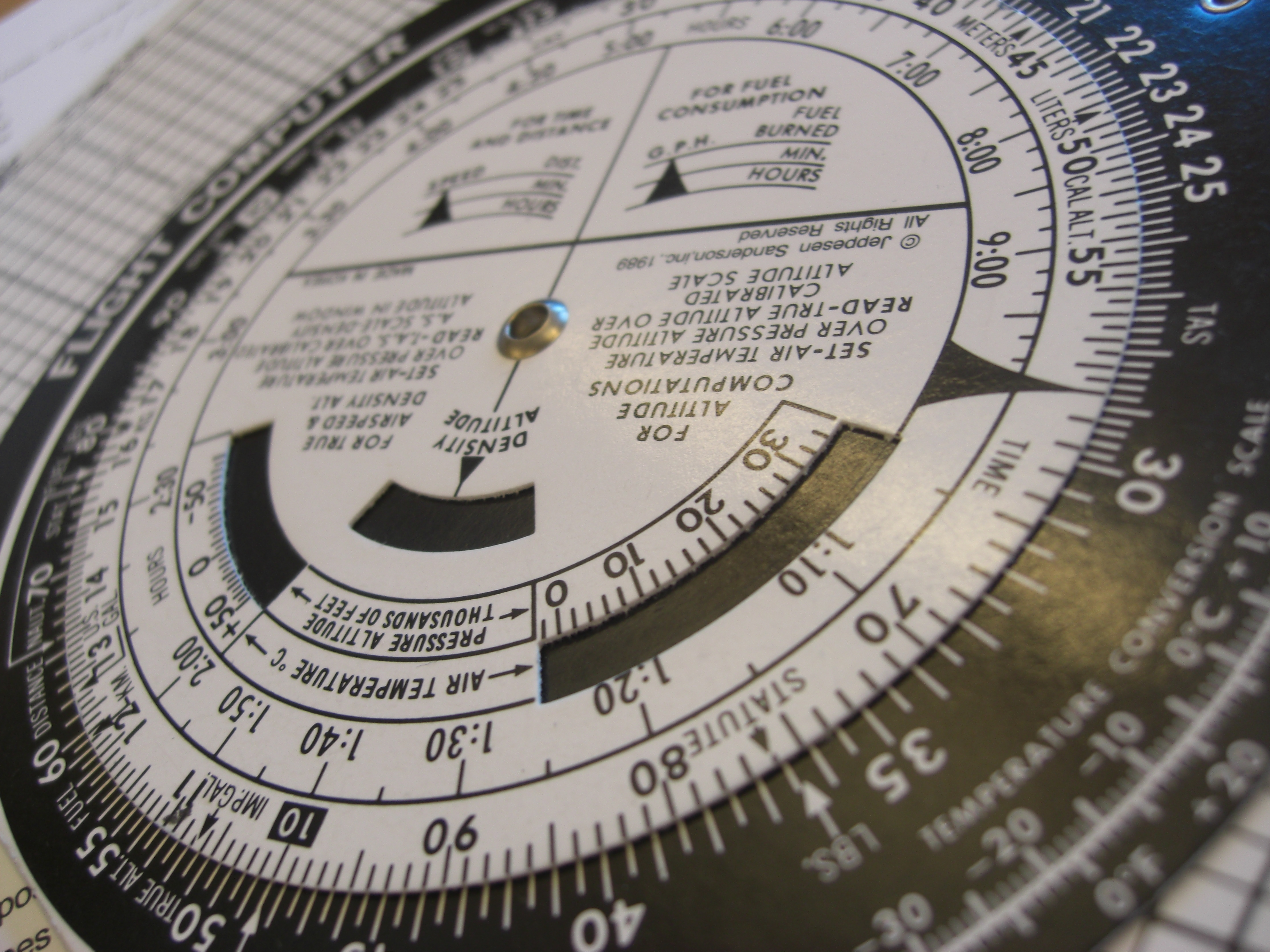
E6Bのクローズアップ写真

そこで彼は今では有名なウィンドアークスライドを思いつき、ノブで四角い箱の中に動かされた布のエンドレスベルトに印刷された。彼は1936年に特許を申請しました（1937年に2,097,116として認められた）これは、第二次世界大戦でイギリス軍が「ダルトン推測航法コンピュータ」として使用した、アメリカ海軍によって広く使用された。ドイツのジークフリート・ナンマイヤーによって改良されたモデルは日本軍で使用された。

アメリカ陸軍航空隊は、エンドレスベルト型のコンピューターは製造コストが高すぎると判断したため、1937年の後半、ダルトンはそれをシンプルで剛性のある平らな計算尺に改良し、古いモデルBの円形計算尺を裏面に含めた。彼はこのプロトタイプをモデルHと呼び、アメリカ陸軍はそれをE-6Aと呼んだ。
1938年に陸軍は正式な仕様を作成し、ウィームズがモデルJと呼んだいくつかの変更を加えた。変更には、元の「60」ではなく「10」マークを上部に移動することが含まれた。この「E-6B」は1940年に陸軍に導入されたが、真珠湾攻撃によりアメリカ陸軍航空軍が大量に発注した。第二次世界大戦中に400,000を超えるE-6Bが製造されたが、そのほとんどは夜間飛行中にコクピットの照明に使われるブラックライトで光るプラスチック製であった。
当時、在庫番号の基準がなかったため、ベース名「E-6」はかなり恣意的だった。たとえば、当時の他のUSAACコンピューターはC-2、D-2、D-4、E-1、G-1であり、フライトパンツもE-1になりました。ダルトンの以前に組み合わされた時間と風力のコンピューターがE-1であったため「E」を選択したと推測される。 「B」は単にそれが生産モデルであることを意味した。
「E-6B」という名称は、2、3年だけデバイスに正式にマークされた。 1943年までに、陸軍と海軍はマーキングを共同標準であるAN-C-74（陸軍/海軍コンピューター74）に変更した。 1年ほど後にAN-5835に変更され、次にAN-5834（1948）に変更された。アメリカ空軍はMB-4（1953）とCPU-26（1958）を更新したが、ナビゲーターとほとんどの取扱説明書は元のE-6B名を使用し続けました。多くの人がそれを「ダルトン推測航法コンピュータ」と呼んでおり、そのオリジナルのマーキングの1つである。

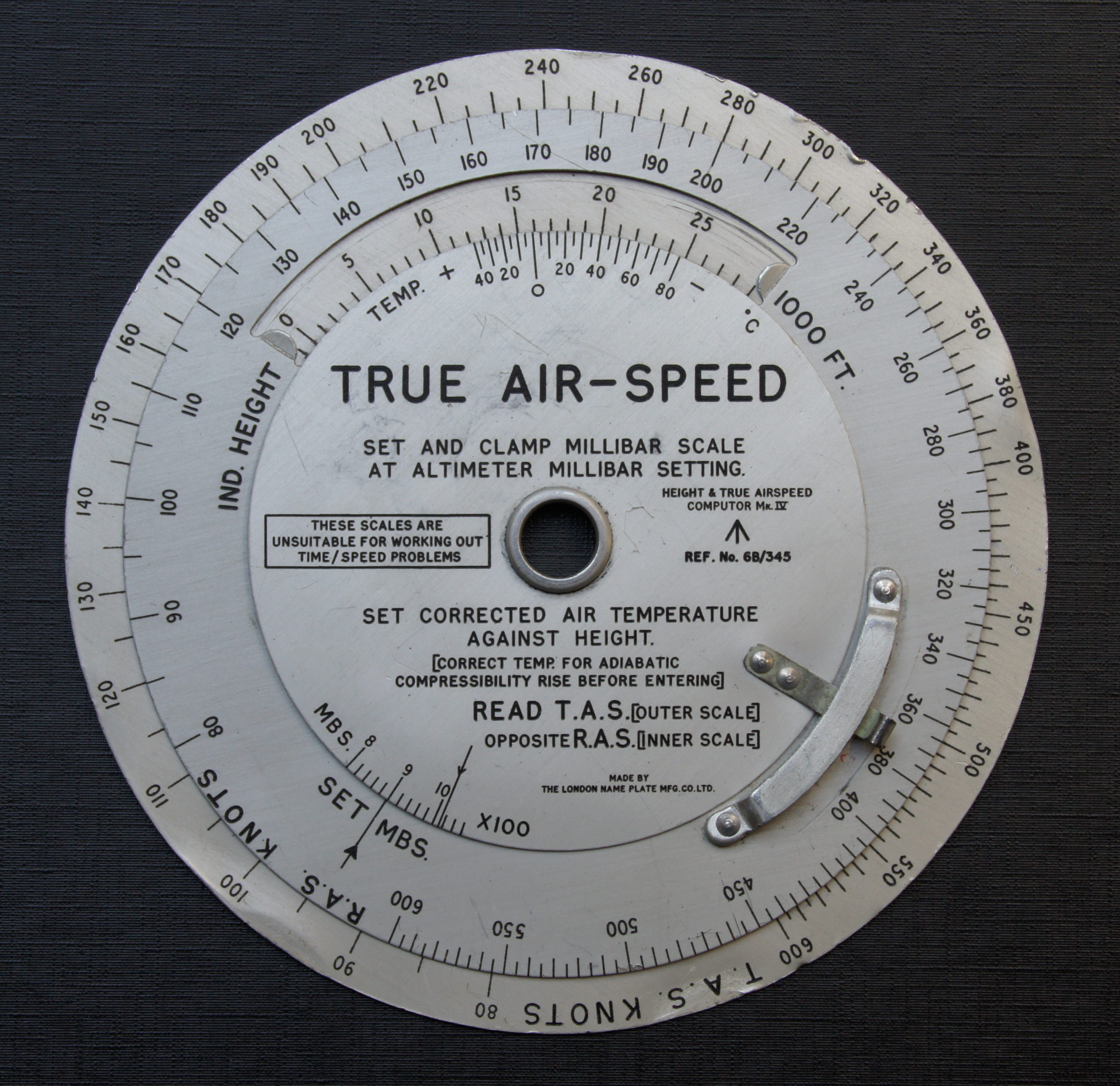
軍の正面6B / 345

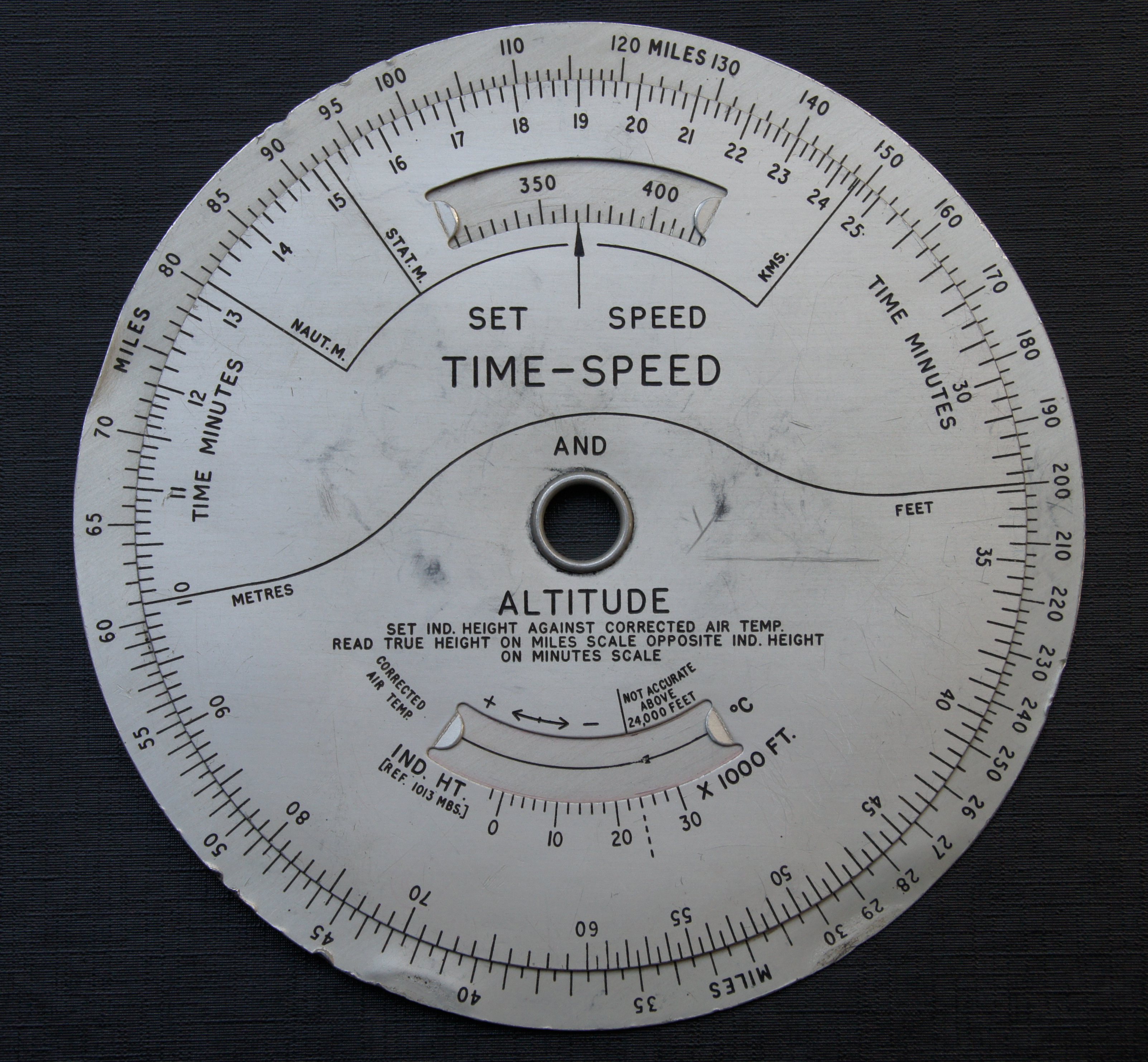
軍用6B / 345の裏側

ダルトンの死後、ウィームズはE-6Bを更新し、E-6C、E-10などと呼ぼうとしたが、最終的には元の名前に戻った。これは5万人の第二次世界大戦の兵士によって有名になった。特許が切れた後、多くのメーカーがコピーを作成し、ハイフンの位置が移動した「E6-B」というマーケティング名を使用することもあった。アルミバージョンはロンドンネームプレート製造によって作られた。ロンドンとブライトンのCo.Ltd。は、「Computer DeadReckoningMk。4ARef。 No. 6B / 2645 "に続いて英国軍のブロードアローのマークが付けられた。
第二次世界大戦中から1950年代初頭にかけて、ロンドンネームプレート製造株式会社は、モデルリファレンス「6B / 345」を使用して「Height＆True Airspeed ComputerMk.IV」を製造した。表側の真対気速度の計算と裏側の高度に関連する時間速度の計算のために提供されたツール。それらは、1960年代から1970年代にかけて、ドイツ空軍などのいくつかのヨーロッパ空軍で、現代の航空電子工学によって時代遅れになるまで使用された。

## リファレンス
1. ↑  Pratt, Jeremy M. (2003). The Private Pilots License Course: Navigation & Meteorology. Airplan Flight Equipment Ltd. ISBN 978-1-874783-18-3 2014年1月21日閲覧。
2. ↑  “Provision and Conduct of Ground Examinations for the Private Pilot Licence Aeroplanes & Helicopters”.   UK Civil Aviation Authority. 2016年8月17日閲覧。
3. ↑  E6B Computer: Celebrating 75 Years Of Flight – InformationWeek
4. ↑  Weems Plath Story
5. ↑  Ronald van Riet's "Knemeyer Dreiechrechner" PDF document, chronicling the history of Knemeyer's own "whiz wheel" invention from 1936